# 達比希爾山
78°28′S 158°5′E / 78.467°S 158.083°E
達比希爾山（英語：Mount Darbyshire）是南極洲的山峰，位於奧次地，處於沃倫山脈以西，海拔高度2,100米，美國地質調查局根據測量和美國海軍拍攝的空中照片繪入地圖，現時由南極條約體系管理。